# Garbis İstanbulluoğlu
Garbis İstanbulluoğlu (armenisch Garbis İstanbulyan; * 24. Februar 1927 in Istanbul; † 17. Februar 1994 in Istanbul) war ein türkischer Fußballnationalspieler und -trainer armenischer Abstammung.

## Frühes Leben
Garbis İstanbulluoğlu wurde 1927 in Kadırga im Stadtteil Fatih von Istanbul geboren. Sein Vater war ein Klempner (türkisch Tenekeci) und Garbis wurde von seinen Fans und der Presse „Tenekeci Garbis“ genannt -.

## Karriere
Garbis İstanbulluoğlu begann Fußball bei seinem örtlichen Sportverein Kadırga SK zu spielen. Im Jahre 1950 trat er der Mannschaft Vefa SK bei, wo er in 90 Spielen mitspielte und über 52 Tore schoss. 1957 trennte er sich von Vefa. Er spielte dann drei Saisons lang bei Taksim SK. İstanbulluoğlu spielte als Stürmer.

### Nationalmannschaft
İstanbulluoğlu war der erste Fußballer armenischer Herkunft, der die Türkische Republik in internationalen Spielen vertrat und repräsentierte. Er wurde zuerst am 1. Juni 1952 in Ankara in der Mannschaft der Türkei gegen die Schweiz aufgestellt und erzielte bei diesem mit 1:5 verlorenen Spiel sein Debüt-Tor. Er spielte weitere viermal für die Türkei und erzielte drei Tore. Am 25. Mai 1953 schoss er bei einem mit 2:1 gewonnenen Spiel gegen die Schweiz alle beiden Tore für die Türkei. Er spielte für die Türkei gegen Italien (B) am 11. Dezember 1953 in Istanbul. Allerdings wurde dieses Spiel von der FIFA nicht als offizielles Spiel anerkannt.

### Trainer
İstanbulluoğlu begann seine Managerkarriere bei Taksim SK.  In der Saison 1967/68 war er Assistenzmanager von Mehmet Ali Has, als Taksim SK in der zweiten türkischen Liga spielte. Im folgenden Jahr wurde er zum Technischen Direktor (Manager) von Taksim SK ernannt – bis 1974, als der Verein von der dritten Liga in die Amateurliga abstieg. Danach wurde er Manager von Şişli SK. Beide Mannschaften repräsentierten die armenische Gemeinde Istanbuls. Er war auch Trainer bei Vefa SK.

### Tod
Garbis İstanbulluoğlu starb am 17. Februar 1994 in Istanbul und wurde nach seiner Beerdigungszeremonie in der Kirche Beyoğlu Üç Horan Kilisesi am Armenischen Friedhof von Şişli begraben.